# Список медалістів зимових Олімпійських ігор 1948
V Зимові Олімпійські ігри проходили в швейцарському місті Санкт-Моріц. Всього в змаганнях взяли участь 669 спортсменів з 28 країн світу. Було розіграно 22 комплекти нагород у 9 дисциплінах 4 видів спорту.

## Бобслей
| Дисципліна        | Золото                                                                | Срібло                                                             | Бронза                                                           |
| Чоловіки-двійки   | Швейцарія · Фелікс Ендріх · Фрідріх Валлер                            | Швейцарія · Фріц Фаєрабенд · Пауль Ебергард                        | США · Фредерік Фортуне · Шайлер Каррон                           |
| Чоловіки-четвірки | США · Френсіс Тайлер · Патрік Мартін · Едвард Рімкус · Вільям Д'Аміко | Бельгія · Макс Губен · Фреді Мансвельд · Луї-Жорж Нільс · Жак Муве | США · Джеймс Бікфорд · Томас Гікс · Дональд Дюпрі · Вільям Дюпрі |

## Гірськолижний спорт
| Дисципліна                 | Золото                     | Срібло                      | Бронза                                             |
| Чоловіки: швидкісний спуск | Генрі Орейє · Франція      | Франц Габль · Австрія       | Рольф Олінгер · Швейцарія Карл Молітор · Швейцарія |
| Чоловіки: слалом           | Еді Райнальтер · Швейцарія | Джеймс Кутте · Франція      | Генрі Орейє · Франція                              |
| Чоловіки: комбінація       | Генрі Орейє · Франція      | Карл Молітор · Швейцарія    | Джеймс Кутте · Франція                             |
| Жінки: швидкісний спуск    | Геді Шлюнеггер · Швейцарія | Труде Байзер · Австрія      | Резі Гаммерер · Австрія                            |
| Жінки: слалом              | Гретхен Фрейзер · США      | Антуанетте Меєр · Швейцарія | Еріка Марінгер · Австрія                           |
| Жінки: комбінація          | Труде Байзер · Австрія     | Гретхен Фрейзер · США       | Еріка Марінгер · Австрія                           |

## Ковзанярський спорт
| Дисципліна             | Золото                    | Срібло                                                                | Бронза                    |
| Чоловіки: 500 метрів   | Фінн Гельдесен · Норвегія | Кен Бартоломью · США Томас Бюберг · Норвегія Роберт Фіцджеральд · США | —                         |
| Чоловіки: 1500 метрів  | Сверре Фарстад · Норвегія | Оке Сейфарт · Швеція                                                  | Одд Лундберг · Норвегія   |
| Чоловіки: 5000 метрів  | Рейдар Ляклев · Норвегія  | Одд Лундберг · Норвегія                                               | Гете Гедлунд · Швеція     |
| Чоловіки: 10000 метрів | Оке Сейфарт · Швеція      | Лассі Парккінен · Фінляндія                                           | Пентті Ламміо · Фінляндія |

## Лижне двоборство
| Дисципліна                  | Золото                  | Срібло                     | Бронза                    |
| Нормальний трамплін / 18 км | Гейккі Гасу · Фінляндія | Мартті Гунтала · Фінляндія | Свен Ізраельссон · Швеція |

## Лижні гонки
| Дисципліна                   | Золото                                                                     | Срібло                                                                        | Бронза                                                              |
| Чоловіки: 18 км              | Мартін Лундстрем · Швеція                                                  | Нільс Естенссон · Швеція                                                      | Гуннар Ерікссон · Швеція                                            |
| Чоловіки: 50 км              | Нільс Карлссон · Швеція                                                    | Гаральд Еріксон · Швеція                                                      | Беньямін Ваннінен · Фінляндія                                       |
| Чоловіки: естафета 4 × 10 км | Швеція · Гуннар Ерікссон · Мартін Лундстрем · Нільс Естенссон · Нільс Тепп | Фінляндія · Аугуст Кіуру · Теуво Лаукканен · Саулі Рюткю · Лаурі Сілвеннойнен | Норвегія · Ерлінг Евенсен · Улав Гаген · Рейдар Нюборг · Улав Екерн |

## Скелетон
| Дисципліна | Золото               | Срібло           | Бронза                          |
| Чоловіки   | Ніно Біббія · Італія | Джон Гітон · США | Джон Краммонд · Велика Британія |

## Стрибки з трампліна
| Дисципліна | Золото                    | Срібло                 | Бронза                        |
| Чоловіки   | Петтер Гугстед · Норвегія | Біргер Рууд · Норвегія | Торлейф Сх'єлдеруп · Норвегія |

## Фігурне катання
| Дисципліна                | Золото                               | Срібло                               | Бронза                                    |
| Чоловіче одиночне катання | Дік Баттон · США                     | Ганс Гершвілер · Швейцарія           | Еді Рада · Австрія                        |
| Жіноче одиночне катання   | Барбара-Енн Скотт · Канада           | Ева Павлік · Австрія                 | Жаннетт Альтвегг · Велика Британія        |
| Парне катання             | П'єр Боньє · Мішлін Ланнуа · Бельгія | Андреа Кекеші · Еде Кірай · Угорщина | Воллес Дістермаєр · Сюзан Морроу · Канада |

## Хокей
| Золото | Срібло         | Бронза    |
| Канада | Чехословаччина | Швейцарія |